# Хичкок
 Тази статия е за окръга в Небраска.  За британския режисьор вижте Алфред Хичкок.  
Окръг Хичкок (на английски: Hitchcock County) е окръг в щата Небраска, Съединени американски щати. Площта му е 1862 km², а населението - 3111 души (2000). Административен център е град Трентън.